# Sporotrichum lanatum
Sporotrichum lanatum är en svampart som beskrevs av Wallr. 1833. Sporotrichum lanatum ingår i släktet Sporotrichum och familjen Fomitopsidaceae.   Inga underarter finns listade i Catalogue of Life.